# Masataka Takayama
Masataka Takayama (高山 正隆, Takayama Masataka), 15 mai 1895 - 14 avril 1981, est un des plus importants photographes japonais de la première moitié du XXe siècle.

## Biographie
Masataka Takayama naît à Tokyo, au Japon. Photographe amateur, il publie plusieurs de ses clichés dans le magazine Geijutsu Shashin Kenkyū (芸術写真研究) à partir des années 1920. Il reste actif après la Seconde Guerre mondiale.
Il est particulièrement talentueux en tant que photographe pictorialiste et prend de nombreux clichés en utilisant un objectif de flou artistique et des techniques de déformation et de « lissage » (wipe-out).
Takayama emploie habituellement un appareil « vest-pocket » Kodak (modèle d'appareil à soufflet très compact utilisant le format 127) avec une lentille à élément unique (lentille tangyoku en japonais). Ces appareils (et leurs dérivés japonais tels que la pearlette Rokuoh-sha et le vest Minolta) sont très populaires au Japon à l'époque pour un usage instantané et appelés appareils ves-tan (ベス単 (besutan) selon la prononciation japonaise; « ves » venant de « vest » et « tan » de tangyoku. Les travaux de Takayama appartiennent donc à l'école « ves-tan » (besutan).